# Marai Larasi
Marai Larasi is de directeur van Imkaan, een Britse organisatie voor vrouwen uit minderheidgroepen.  Deze organisatie werkt aan preventie van geweld tegen Europese meisjes en vrouwen.
Ze is ook vice-voorzitter van de End Violence Against Women Coalition, dat een geregistreerd goed doel is geworden met haar als co-voorzitter op 31 maart 2015.
Larasi was nummer 80 op de World Pride Power List 2013. Ze bezocht de 75e Golden Globe Awards in 2018 als een gast van Emma Watson.